# Mer de Chine orientale
La mer de Chine orientale est une mer marginale périphérique de l'océan Pacifique. Elle couvre environ 750 000 km2. Elle se situe entre la côte septentrionale de Taïwan (mer de Chine méridionale) au sud-ouest, la Chine à l'ouest, l'archipel Nansei (mer de Chine orientale) au sud-est, l'île de Kyushu au nord-est et l'ile sud-coréenne de Jeju (mer du Japon) au nord.
Elle est surnommée « mer de l'Est » en Chine, et « mer du Sud » en Corée.

## Géographie
Selon l’Organisation hydrographique internationale, les limites de la mer de Chine orientale sont déterminées comme suit :
- Au sud : depuis un point de la côte chinoise situé dans la province du Fujian par 25°24' de latitude nord et 119°39' de longitude est jusqu'à l'extrémité méridionale de l'île Pingtan (25° 23′ 50″ N, 119° 46′ 14″ E), puis jusqu'à l'île Niushan, de cette dernière île une ligne jusqu'au Fugui Jiao (25° 17′ 53″ N, 121° 34′ 37″ E), l'extrémité septentrionale de Taïwan, le long de la côte jusqu'au cap Santiago (Sandiao Jiao) (25° 00′ 33″ N, 122° 00′ 11″ E), l’extrémité nord-est de Taïwan, de là une ligne jusqu’à la pointe ouest de Yonaguni-jima puis jusqu’à Hateruma-jima.

- À l’est : de Hateruma-jima (24° 03′ 39″ N, 123° 48′ 38″ E) une ligne incluant les Miyako-retto jusqu’à la pointe est de Miyako-jima et de là jusqu’à Ara Saki (26° 04′ 29″ N, 127° 40′ 36″ E), l’extrémité méridionale d'Okinawa-shima, à travers cette île jusqu’à Adaka-jima, de là jusqu'à la pointe est de Kikaiga-shima (28° 21′ 40″ N, 130° 02′ 03″ E), à travers Tanegashima jusqu’à sa pointe nord, et jusqu’à Hizaki (31° 17′ 04″ N, 131° 07′ 51″ E) à Kyūshū.

- Au nord : depuis Nomozaki (32° 34′ 11″ N, 129° 44′ 23″ E)  à Kyushu, jusqu’à la pointe de Fukue-jima, et à travers cette île jusqu’à Osezaki et jusqu’à Punam-got (33° 11′ 43″ N, 126° 17′ 24″ E) , la pointe sud de Jeju-do, à travers cette île jusqu’à son extrémité ouest et de là le long du parallèle 33°17’ Nord jusqu’au continent.

- À l’ouest : la côte chinoise.

La mer de Chine orientale est reliée à la mer de Chine méridionale par le détroit de Taïwan et à la mer du Japon par le détroit de Corée. Elle s'ouvre au nord sur la mer Jaune.
Les territoires qui bordent cette mer sont : la Corée du Sud, le Japon avec Kyūshū et l'archipel Nansei, Taïwan et la Chine continentale.